# Юрт-Бергамак
Юрт-Бергамак — упразднённая деревня в Муромцевском районе Омской области России. На момент упразднения входила в состав Бергамакской сельской администрации. Упразднена в 2000 году.

## География
Располагалась на левом берегу реки Тара, в 1,5 км (по прямой) к юго-востоку от деревни Окунево

## История
В 1928 году юрты Бергамакские состояли из 32 хозяйств. В административном отношении входили в состав Инцисского сельсовета Евгащинского района Тарского округа Сибирского края.

## Население
По переписи 1926 г. в юртах проживало 152 человека (83 мужчины и 69 женщин), основное население — татары

## Хозяйство
По данным на 1991 г. деревня являлся бригадой колхоза имени Избышева.